# Järvtjärnen (Burträsks socken, Västerbotten, 718034-167957)
Järvtjärnen är en sjö i Skellefteå kommun i Västerbotten och ingår i Rickleåns huvudavrinningsområde.